# Ronde van Polen 1993
De Ronde van Polen 1993 (Pools: Wyścig Dookoła Polski 1993) werd verreden van woensdag 1 september tot en met zaterdag 11 september in Polen. Het was de 50ste editie van de rittenkoers, die in 2005 deel ging uitmaken van de UCI Europe Tour (categorie 2.1). De ronde telde twaalf etappes, die werd voorafgegaan door een proloog. Titelverdediger was de Pool Dariusz Baranowski, die zijn titel wist te prolongeren en de ronde voor de derde keer op rij won.

## Etappe-overzicht
| etappe  | datum        | start       | finish      | afstand     | winnaar            | klassementsleider   |
| ------- | ------------ | ----------- | ----------- | ----------- | ------------------ | ------------------- |
| Proloog | 1 september  | Warschau    | Warschau    | 34,2 km     | Remigius Lupeikis  | Remigius Lupeikis   |
| 1e      | 2 september  | Otwock      | Lublin      | 144 km      | Remigius Lupeikis  | Remigius Lupeikis   |
| 2e      | 3 september  | Lublin      | Kraśnik     | 44 km (TTT) | Litouwen           | Remigius Lupeikis   |
| 3e      | 3 september  | Kraśnik     | Zamość      | 152 km      | Remigius Lupeikis  | Remigius Lupeikis   |
| 4e      | 4 september  | Zamość      | Rzeszów     | 200 km      | Mirko Gualdi       | Remigius Lupeikis   |
| 5e      | 5 september  | Rzeszów     | Nowy Sącz   | 185 km      | Fabiano Fontanelli | Remigius Lupeikis   |
| 6e      | 6 september  | Nowy Sącz   | Zakopane    | 138 km      | Cezary Zamana      | Andrzej Sypytkowski |
| 7e      | 7 september  | Wadowice    | Częstochowa | 183 km      | Walter Castignola  | Andrzej Sypytkowski |
| 8e      | 8 september  | Częstochowa | Kalisz      | 162 km      | Remigius Lupeikis  | Andrzej Sypytkowski |
| 9e      | 9 september  | Kalisz      | Poznań      | 195 km      | Marek Wrona        | Andrzej Sypytkowski |
| 10e     | 10 september | Gniezno     | Gniezno     | 46 km (ITT) | Marek Leśniewski   | Dariusz Baranowski  |
| 11e     | 10 september | Gniezno     | Bydgoszcz   | 106 km      | Cezary Zamana      | Dariusz Baranowski  |
| 12e     | 11 september | Bydgoszcz   | Płock       | 165         | Jonas Romanovas    | Dariusz Baranowski  |

## Etappe-uitslagen

### Proloog
| Warschau – Warschau (puntenkoers over 34.2 km) |                       |       |        |
| Plaats                                         | Naam                  | Ploeg | Punten |
| Winnaar                                        | Remigius Lupeikis     |       | 11     |
| 2                                              | Oleksandr Hontsjenkov |       | 11     |
| 3                                              | Dariusz Baranowski    |       | 11     |

### 1e etappe
| Otwock – Lublin (144 km) |                    |       |          |
| Plaats                   | Naam               | Ploeg | Tijd     |
| Winnaar                  | Remigius Lupeikis  |       | 4u07'06" |
| 2                        | Jaroslaw Chojnacki |       | z.t.     |
| 3                        | Marek Lesniewski   |       | +00' 06" |

### 2e etappe
| Lublin – Kraśnik (ploegentijdrit over 44 km) |                      |       |          |
| Plaats                                       | Naam                 | Ploeg | Tijd     |
| Winnaar                                      | Litouwen             |       | 0u54'53" |
| 2                                            | Pekaes Lang Rover    |       | +00' 10" |
| 3                                            | Rafako Energo-Inwest |       | +00' 20" |

### 3e etappe
| Kraśnik – Zamość (152 km) |                    |       |          |
| Plaats                    | Naam               | Ploeg | Tijd     |
| Winnaar                   | Remigius Lupeikis  |       | 3u26'52" |
| 2                         | Dariusz Baranowski |       | z.t.     |
| 3                         | Emil Krawczyk      |       | z.t.     |

### 4e etappe
| Zamość – Rzeszów (200 km) |                   |       |          |
| Plaats                    | Naam              | Ploeg | Tijd     |
| Winnaar                   | Mirco Gualdi      |       | 4u43'37" |
| 2                         | Remigius Lupeikis |       | +00' 01" |
| 3                         | Roberto Giucolsi  |       | +00' 05" |

### 5e etappe
| Rzeszów – Nowy Sącz (185 km) |                    |       |          |
| Plaats                       | Naam               | Ploeg | Tijd     |
| Winnaar                      | Fabiano Fontanelli |       | 4u33'59" |
| 2                            | Mariusz Bilewski   |       | z.t.     |
| 3                            | Czesław Rajch      |       | z.t.     |

### 6e etappe
| Nowy Sącz – Zakopane (138 km) |                 |       |          |
| Plaats                        | Naam            | Ploeg | Tijd     |
| Winnaar                       | Cezary Zamana   |       | 3u53'54" |
| 2                             | Zbigniew Spruch |       | z.t.     |
| 3                             | Jonas Romanovas |       | z.t.     |

### 7e etappe
| Wadowice – Częstochowa (183 km) |                   |       |          |
| Plaats                          | Naam              | Ploeg | Tijd     |
| Winnaar                         | Walter Castignola |       | 4u05'39" |
| 2                               | Piotr Wadecki     |       | z.t.     |
| 3                               | Dariusz Banaszek  |       | z.t.     |

### 8e etappe
| Częstochowa – Kalisz (162 km) |                   |       |          |
| Plaats                        | Naam              | Ploeg | Tijd     |
| Winnaar                       | Remigius Lupeikis |       | 3u35'44" |
| 2                             | Walter Castignola |       | z.t.     |
| 3                             | Zbigniew Spruch   |       | z.t.     |

### 9e etappe
| Kalisz – Poznań (195 km) |                   |       |          |
| Plaats                   | Naam              | Ploeg | Tijd     |
| Winnaar                  | Marek Wrona       |       | 3u35'44" |
| 2                        | Artur Krzeszowiec |       | +00' 33" |
| 3                        | Marcin Gębka      |       | +00' 57" |

### 10e etappe
| Gniezno – Gniezno (individuele tijdrit over 46 km) |                    |       |          |
| Plaats                                             | Naam               | Ploeg | Tijd     |
| Winnaar                                            | Marek Leśniewski   |       | 0u58'05" |
| 2                                                  | Dariusz Baranowski |       | +00' 07" |
| 3                                                  | Piotr Chmielewski  |       | +00' 38" |

### 11e etappe
| Gniezno – Bydgoszcz (106 km) |                  |       |          |
| Plaats                       | Naam             | Ploeg | Tijd     |
| Winnaar                      | Cezary Zamana    |       | 2u29'04" |
| 2                            | Mindaugas Umaras |       | z.t.     |
| 3                            | Piotr Zaradny    |       | +00' 05" |

### 12e etappe
| Bydgoszcz – Płock (165 km) |                       |       |          |
| Plaats                     | Naam                  | Ploeg | Tijd     |
| Winnaar                    | Jonas Romanovas       |       | 4u28'10" |
| 2                          | Dariusz Wojciechowski |       | z.t.     |
| 3                          | Zbigniew Kazmierczak  |       | z.t.     |

## Eindklassementen
| Plaats    | Naam                | Ploeg | Tijd      |
| --------- | ------------------- | ----- | --------- |
| Gele trui | Dariusz Baranowski  |       | 41u59'56" |
| 2         | Marek Lesniewski    |       | +00' 56"  |
| 3         | Jonas Romanovas     |       | +01' 17"  |
| 4         | Andrzej Sypytkowski |       | +01' 32"  |
| 5         | Zbigniew Piątek     |       | +01' 52"  |
| 6         | Zbigniew Spruch     |       | +02' 10"  |
| 7         | Remigius Lupeikis   |       | +02' 29"  |
| 8         | Artūras Kasputis    |       | +03' 32"  |
| 9         | Cezary Zamana       |       | +04' 22"  |
| 10        | Jaroslaw Chojnacki  |       | +04' 51"  |

| Plaats     | Naam              | Ploeg | Punten |
| ---------- | ----------------- | ----- | ------ |
| Witte trui | Zbigniew Spruch   |       | 145    |
| 2          | Remigius Lupeikis |       | 105    |
| 3          | Jonas Romanovas   |       | 76     |

| Plaats      | Naam              | Ploeg | Punten |
| ----------- | ----------------- | ----- | ------ |
| Paarse trui | Piotr Chmielewski |       | 24     |
| 2           | Paweł Czopek      |       | 22     |
| 3           | Cezary Zamana     |       | 12     |

| Plaats    | Naam               | Ploeg | Punten |
| --------- | ------------------ | ----- | ------ |
| Rode trui | Czesław Rajch      |       | 61     |
| 2         | Jarosław Chojnacki |       | 34     |
| 3         | Mariusz Bilewski   |       | 24     |

| Plaats | Ploeg             | Tijd       |
| ------ | ----------------- | ---------- |
|        | Litouwen          | 126u07'06" |
| 2      | Warta Damis Romar | + 31' 36"  |
| 3      | Pekaes Lang Rover | + 32' 22"  |

Mannen: 1928 · 
1929 · 
1930-1932 · 
1933 · 
1934-1936 · 
1937 · 
1938 · 
1939 · 
1940-1946 · 
1947 · 
1948 · 
1949 · 
1950-1951 · 
1952 · 
1953 · 
1954 · 
1955 · 
1956 · 
1957 · 
1958 · 
1959 · 
1960 · 
1961 · 
1962 · 
1963 · 
1964 · 
1965 · 
1966 · 
1967 · 
1968 · 
1969 · 
1970 · 
1971 · 
1972 · 
1973 · 
1974 · 
1975 · 
1976 · 
1977 · 
1978 · 
1979 · 
1980 · 
1981 · 
1982 · 
1983 · 
1984 · 
1985 · 
1986 · 
1987 · 
1988 · 
1989 · 
1990 · 
1991 · 
1992 · 
1993 · 
1994 · 
1995 · 
1996 · 
1997 · 
1998 · 
1999 · 
2000 · 
2001 · 
2002 · 
2003 · 
2004 · 
2005 · 
2006 · 
2007 · 
2008 · 
2009 ·
2010 ·
2011 ·
2012 ·
2013 ·
2014 ·
2015 ·
2016 ·
2017 ·
2018 ·
2019 ·
2020 · 2021 · 2022 · 2023 · 2024
Vrouwen: 1998 · 1999 · 2000 · 2001 · 2002 · 2003 · 2004 · 2005 · 2006 · 2007 · 2008 · 2009-2015 · 2016 · 2017-2023 · 2024 · 2025